# PNEM/MEGA
PNEM/MEGA was een energiebedrijf uit Zuid-Nederland. Het bedrijf was de voornaamste leverancier van energie in de Nederlandse provincies Noord-Brabant en Limburg en ontstond in 1997 uit een fusie tussen PNEM en Mega Limburg. In 1999 fuseerde PNEM/MEGA met EDON tot Essent.